# Françoise Abanda
Françoise Abanda (ur. 5 lutego 1997 w Montrealu) – kanadyjska tenisistka.

## Kariera tenisowa
W przeciągu kariery zwyciężyła w trzech singlowych i dwóch deblowych turnieju rangi ITF. 9 października 2017 roku zajmowała najwyższe miejsce w rankingu singlowym WTA Tour – 111. pozycję. 8 września 2014 osiągnęła najwyższą pozycję w rankingu deblowym – 197. miejsce. W 2014 roku zadebiutowała w turnieju wielkoszlemowym podczas US Open, gdzie przeszła przez kwalifikacje.
Jako juniorka osiągnęła singlowy półfinał French Open oraz półfinał Wimbledonu. Dodatkowo dotarła do półfinału Wimbledonu w deblu.

## Wygrane turnieje rangi ITF
| turnieje z pulą nagród 100 000 $ |
| turnieje z pulą nagród 75 000 $  |
| turnieje z pulą nagród 50 000 $  |
| turnieje z pulą nagród 25 000 $  |
| turnieje z pulą nagród 15 000 $  |
| turnieje z pulą nagród 10 000 $  |

### Gra pojedyncza
|    | Data       | Turniej        | Naw.    | Przeciwniczka   | Wynik         |
| 1. | 19/01/2014 | Port St. Lucie | Ceglana | Heidi El Tabakh | 6:3, 6:4      |
| 2. | 20/03/2016 | Irapuato       | Twarda  | Lesley Kerkhove | 6:2, 6:4      |
| 3. | 09/10/2016 | Redding        | Twarda  | Sachia Vickery  | 3:6, 6:4, 6:4 |

### Gra podwójna
|    | Data       | Turniej         | Naw.          | Partnerka      | Przeciwniczki                  | Wynik             |
| 1. | 01/11/2012 | Toronto         | Twarda (hala) | Victoria Duval | Melanie Oudin Jessica Pegula   | 7:6(5), 2:6, 11–9 |
| 2. | 03/05/2015 | Charlottesville | Ceglana       | Maria Sanchez  | Olha Janczuk Irina Chromaczowa | 6:1, 6:3          |